# Le bugie con le gambe lunghe
Le bugie con le gambe lunghe è una commedia scritta da Eduardo De Filippo nel 1947, inserita dall'autore nella raccolta Cantata dei giorni dispari.
L'opera tratta delle menzogne e delle ipocrisie in mezzo alle quali l'integerrimo protagonista Libero Incoronato è costretto a vivere, e che gli impediscono di sposarsi con la donna di cui è innamorato, una ex-prostituta. Finché lo stesso Libero troverà il modo, mentendo, di costringere amici e parenti ad accettare la sua futura sposa Graziella, presentandola come una nobile ereditiera.

## Trama
Libero Incoronato è innamorato di Graziella, una ex-prostituta. Tutti conoscono il passato della donna e Libero non può sposarla onde evitare di subire le critiche e l'allontanamento da parte di tutti. Inoltre Costanza, sorella di Libero, sta per sposare un uomo facoltoso, il signor Perretti, e uno scandalo manderebbe a monte tutto. Graziella non lo accetta, perché sa che il matrimonio di Costanza nasconde l'opportunismo della donna di assicurarsi una vita senza stenti, e anche quello dell'uomo che cerca una serva che dentro casa si occupi di tutto. Irrompono a casa la coppia composta da Benedetto e Olga: lui lavora a Grosseto, e lei non vuole raggiungerlo con mille scuse, che nascondono una sua relazione con un capitano statunitense. Olga vorrebbe che suo marito le intestasse casa e le garantisse un cospicuo conto in banca per permettersi di fare la bella vita con il suo capitano: d'altronde, come cinicamente ammette, nel caso quest'ultimo la lasciasse le rimarrebbero sempre la casa e i soldi.
Passato un certo periodo Olga ottiene quanto voluto pur restando sposata con Benedetto, ma rimane incinta del capitano, fuggito in America per sottrarsi alle sue responsabilità. La donna decide quindi di accollare la colpa della gravidanza a Libero, fingendo di amarlo. Lui quasi le crede, se non fosse che la madre di Olga irrompe come una furia per rivelare alla figlia che Benedetto sa già tutto. Arriva Benedetto e, nel corso del litigio, Olga dichiara che il marito ha capito male e che il figlio è in realtà di Libero, che non ricorda di averlo concepito in quanto ubriaco. A Benedetto la storia va anche bene: lui, d'altronde, ha messo incinta una cameriera e le ha anche trovato un marito in uno dei suoi dipendenti, spinto al matrimonio dalla forte somma di denaro offerta dal suo capo per prendersi questo peso. Si scoprirà, poi, che il figlio della cameriera non era nemmeno stato concepito con Benedetto, ma così la donna aveva raccontato perché il padre reale era morto, e voleva trovare qualcuno che si prendesse cura di lei e del nascituro.
Libero deve constatare che la situazione è ingarbugliata ed è circondato da menzogneri. L'apice dello sdegno si raggiunge durante la festa di battesimo del figlio di Olga, col dipendente di Benedetto che nega che il figlio non sia suo, mentre la cameriera nega sia di Benedetto. Libero non può che sfogarsi contro la falsità dei presenti parlando al neonato e consigliandogli di <legare l'asino dove vuole il padrone>, una metafora nella quale l'asino è l'onor proprio e il padrone è chi è più forte, al quale bisogna piacere per mezzo delle menzogne. Infine si prende una rivincita con una bugia sfacciata: racconta di aver risparmiato una discreta fortuna e deciso di sposare una ricca aristocratica del nord, ovvero Graziella. I presenti non gli credono ma lo accettano, perché capiscono il significato del suo comportamento, cioè che Libero si è adeguato alla società.